# مطاي (مركز)
مركز مطاي، مركز إداري مصري. يقع في محافظة المنيا الواقعة في جمهورية مصر العربية. القاعدة الإدارية للمركز هي مدينة مطاييضم مركز مطاي وحدة ادارية واحدة، وهي قرية مطاي، وتتبعها القرى التالية:
- نزلة ثابت
- مطاي البلد
- مطاي المحطة
- دقاق المسك
- أبوان
- أبو عزيز
- بردنوها
- حلوة
- سيلة الغربية
- الروضة
- ابجاج الحطب
- سيلة الشرقية
- سيلة الغربية
- كوم مطاي
- جوادة
- أبو شحاتة
- أبو حسيبة
- التلت
- الشيخ حسن
- بني عمار
- نزلة اسعد
- عزبة هوارة
- كفر الكوادي
- كفور الصولية
- كوم والي
- مرزوق
- منبال
- منشأة لطف الله
- منشأة منبال
- نزلة أولاد الشيخ.[2]

## أعلام
- محمد حيدر باشا